# Carolina Nairne
Pour les articles homonymes, voir Nairne.
Carolina Nairne, Lady Nairne, née Carolina Oliphant le 16 août 1766 et morte le 26 octobre 1845, est un auteur-compositeur écossais. Beaucoup de ses chansons, telles que Will you no' come back again?, Charlie is my Darling, The Rowan Tree et Wi' a Hundred Pipers' restent populaires aujourd'hui, près de deux cents ans après leur écriture. Une de ses chansons, Caller Herrin', a été chantée lors de la commémoration de 2021 de la catastrophe d'Eyemouth de 1881. Elle mettait généralement ses paroles sur des mélodies folkloriques écossaises traditionnelles, mais apportait parfois sa propre musique.
Carolina Nairne et son contemporain Robert Burns ont été influencés par l'héritage jacobite dans leur établissement d'une identité écossaise distincte, à travers ce qu'ils ont tous deux appelé la chanson nationale. Peut-être dans la conviction que son travail ne serait pas pris au sérieux si l'on savait qu'elle était une femme, Nairne s'est donnée beaucoup de mal pour dissimuler son identité (même à son mari) lors de la soumission de son travail pour publication. Au début, elle s'appelait Mme Bogan de Bogan, mais sentant que cela en révélait trop, elle attribuait souvent ses chansons au genre neutre B.B., S.M. ou « Unknown » (« Inconnu »).
Bien que tous deux travaillent dans le même genre de ce qu'on pourrait appeler aujourd'hui les chansons folkloriques écossaises traditionnelles, Nairne et Burns affichent des attitudes assez différentes dans leurs compositions. Nairne a tendance à se concentrer sur une version antérieure romancée du mode de vie écossais, teintée de tristesse pour ce qui est parti pour toujours, tandis que Burns affiche un optimisme quant à un avenir meilleur à venir.

## Honneurs et récompenses
Le cratère Nairne, sur Mercure, porte son nom.